# Reggenza di Tuban
La reggenza di Tuban (in indonesiano: Kabupaten Tuban) è una reggenza dell'Indonesia, situata nella provincia di Giava Orientale.